# Contrôle destructif

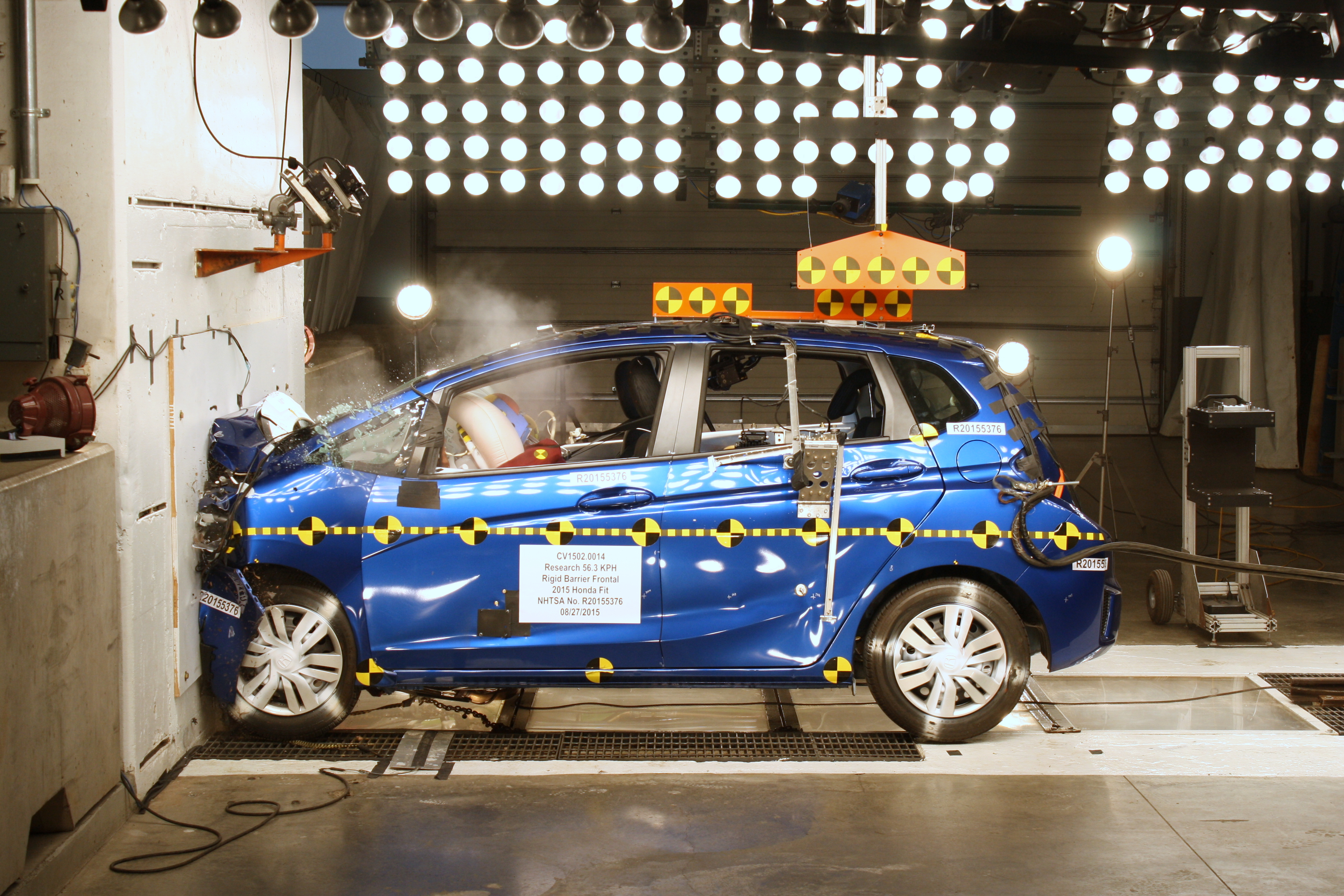
Honda Fit effectuant un contrôle de sécurité destructif

Un contrôle destructif est un contrôle qualité qui cause la destruction du produit, ou de l'échantillon. Ce type de contrôle est habituellement utilisé pour les objets produits en série, et ne concerne que des échantillons de la production, contrairement à un contrôle non destructif qui peut s'utiliser comme contrôle pour chaque unité.
On peut distinguer plusieurs types d'essais destructifs.
1. Les contrôle d'une propriété ou d'une fonction précise.
2. Les contrôle d'un produit en vieillissement accélère ou en condition agressive.
3. Les contrôle d'un produit en utilisation réel.

Chaque type de contrôle a des avantages et des inconvénients.

## Exemples
- Essais mécanique (pas forcément destructif)
- Test de collision